# Valdevimbre
Valdevimbre est une commune d'Espagne dans la province de León, communauté autonome de Castille-et-León. Elle s'étend sur 68,01 km2 et comptait environ 997 habitants en 2015.